# Plasa Soroca, județul Soroca
Plasa Soroca a fost o unitate administrativă din cadrul județul Soroca, Regatul României. Reședință de plasă a fost orașul Soroca. Plasa a fost înființată în 1925 și a existat până în anul 1940, când Basarabia a fost anexată de Uniunea Sovietică. În anul anul 1941 plasa Soroca a fost restabilită, existând până în 1944, când sovieticii au reanexat Basarabia. 